# Felipe González Vicén
Felipe Eduardo González Vicén (Santoña, 5 de febrero de 1908-La Laguna, 22 de febrero de 1991) fue un filósofo del derecho español.

## Vida y obra
Felipe González Vicén nació en Santoña (Cantabria) el 5 de febrero de 1908, estudió en las universidades de Valladolid, Salamanca y Madrid, y posteriormente en Italia, Alemania e Inglaterra. En 1932 comienza a trabajar como profesor auxiliar de la Facultad de Derecho de la Universidad de Valladolid.
A principios de los años 30 publica varios artículos de opinión sobre la actualidad política en el diario El Norte de Castilla y su obra de juventud Teoría de la revolución. Historia y sistema (1932). Entre 1932 y 1935 realiza varias estancias de investigación en Alemania, en las universidades de Colonia, Fráncfort, Marburgo y Berlín, con una ayuda de la Junta para Ampliación de Estudios. Esta toma de contacto con la academia alemana es decisiva en el desarrollo de su pensamiento. Tal y como comenta retrospectivamente el propio González Vicén, «lo cierto es que sólo en Alemania encontré respuesta a las inquietudes y problemas que me aquejaban», pues, según decía en esta entrevista de 1986, «me impresionó la seriedad en el trabajo que hallé entre los universitarios alemanes, el sincero e inquebrantable afán con que se esforzaban en llegar al último resquicio de los problemas.» En esos primeros años en Alemania puede seguir cursos y conferencias de Carl Schmitt o Nicolai Hartmann y traba amistad, por ejemplo, con intelectuales como Hans-Georg Gadamer, Karl Löwith o Werner Krauss.
En 1935 prepara para la editorial de la Revista de Occidente una traducción de Líneas fundamentales de la filosofía del Derecho de G. W. F. Hegel y obtiene por oposición la Cátedra de Filosofía del Derecho de la Universidad de Sevilla, de la cual, sin embargo, es destituido por los sublevados franquistas en 1936, siendo además inhabilitado para cualquier cargo docente.
Con el comienzo de la Guerra civil y tras barajar diferentes lugares como posible destino para su forzado exilio, decide quedarse, paradójicamente, en la Alemania nazi, donde es acogido por su familia política (pues su mujer, Ruth Dörner era alemana) y puede acceder a un puesto en la Facultad de Romanística de la Universidad de Berlín. En estos años compagina su dedicación a la Filosofía del derecho con estudios de literatura e historia cultural hispanas. Así, publica en la prestigiosa editorial J.C.B. Mohr de Tübingen su obra Deutsche und spanische Rechtsphilosophie der Gegenwart (Filosofía del derecho alemana y española contemporánea, 1937), a la vez que aparecen en diversas revistas alemanas artículos y recensiones sobre Unamuno, la Generación del 98 o Donoso Cortés. En esta época afianza sus relaciones con filósofos como H.-G. Gadamer, K. Löwith o C. Schmitt y con hispanistas y filólogos como Werner Krauss, Karl Vossler, Ernst Robert Curtius o Max Kommerell.
A mediados de la década de los 40 vuelve a España, trabajando en Madrid para las editoriales Espasa - Calpe y Nueva Época, y en 1946 es readmitido como catedrático en la academia española y destinado a la Universidad de La Laguna, donde permanecerá hasta su jubilación en 1978.
En La Laguna continuará su labor de traductor, y publica para diferentes editoriales sus traducciones de los clásicos modernos de la filosofía y el pensamiento jurídico ( G. Berkeley, I. Kant, F. Nietzsche, J. Burckhardt, F. Meinecke o J. J. Bachofen, y de importantes obras literarias, históricas y filológicas (de H. v. Kleist, K. Vossler o A. Hauser). Asimismo, continuará su importante labor como teórico del derecho e historiador de la filosofía jurídica con trabajos como El positivismo en la Filosofía del Derecho contemporánea (1950), La filosofía del Estado en Kant (1952) o el estudio «La Filosofía del Derecho como concepto histórico» (Anuario de Filosofía del Derecho, 15/ 1969).
Una de sus aportaciones a la filosofía del derecho más destacadas, y también más polémicas, es su discusión de la obligatoriedad del derecho y su vindicación de la desobediencia ética al derecho expuestas en su escrito de 1979: «La obediencia al Derecho», que fue objeto de vivo y productivo debate en el ámbito de la filosofía del derecho hispana. En una carta a W. Krauss del 14 de mayo de 1975, el propio F. González Vicén comentaba sobre este ensayo: «estoy haciendo un trabajo sobre la obligatoriedad del Derecho, cuya base es la consideración del Derecho como un instrumento técnico de dominación, y negar por tanto una supuesta obligación ética de obediencia jurídica.» En esta carta se muestra por tanto la motivación de la tesis principal de este estudio sobre la obediencia al derecho de F. González Vicén: que «mientras que no hay un fundamento ético para la obediencia al Derecho, sí hay un fundamento ético absoluto para su desobediencia.»
En la década de los 80 le fueron concedidas a F. González Vicén la Gran Cruz de la Orden de Alfonso X el Sabio, y las Medallas de Oro de las Universidades de La Laguna y Menéndez Pelayo.
Felipe González Vicén murió en la Laguna el 22 de febrero de 1991.
Tras la muerte del Prof. González Vicén, en 1992, la Universidad de La Laguna recibe su biblioteca y su archivo personal, que entra a formar parte del patrimonio bibliográfico de esta institución. El fondo, que está alojado en una sala de investigación en la Biblioteca General y de Humanidades de la Universidad de La Laguna, consta de su archivo personal, que incluye innumerables documentos de trabajo, materiales inéditos, manuscritos y correspondencia de F. González Vicén y su biblioteca, de unos 4.300 volúmenes. La mayoría de esos libros fue adquirida en librerías y anticuarios de Alemania en las décadas de los 30 y 40, época en que se haría con excelentes ediciones de los grandes clásicos de la cultura occidental, obras completas de los principales filósofos, primeras ediciones, etc. Algunos de estos ejemplares han pasado a formar parte del Fondo Antiguo de esta biblioteca universitaria.
En agosto de 2010 la ciudad de San Cristóbal de La Laguna lleva a cabo un reconocimiento a la memoria de F. González Vicén rotulando con su nombre una de sus calles.

### Libros
- Teoría de la revolución: Sistema e historia.  Valladolid: Allen, 1932. (Reedición a cargo de E. Fernández, Madrid, Plaza y Valdés, 2010.)
- Deutsche und spanische Rechtsphilosophie der Gegenwart.  Tübingen: J.C.B. Mohr, 1937.
- El positivismo en la Filosofía del Derecho contemporánea.  Madrid: Instituto de Estudios Políticos, 1950.
- La filosofía del Estado en Kant.La Laguna: Universidad, Secretariado de Publicaciones, 1952. (Reeditado como «complemento» en: I. Kant, Introducción a la teoría del derecho, Marcial Pons, Madrid, 1997, págs. 61-159.)
- Estudios de Filosofía del Derecho. La Laguna: Universidad, Secretariado de Publicaciones, 1979.
- De Kant a Marx (estudios de historia de las ideas). Valencia: Fernando Torres-Editor, 1984.
- Escritos (1931-1949). Con ocasión de su centenario. La Laguna: Secretariado de Publicaciones, 2009.[12]

### Artículos y contribuciones en obras colectivas
- «Ante las Constituyentes». El Norte de Castilla: Diario independiente de Valladolid, 12 de julio de 1931.
- «Extremismos». El Norte de Castilla: Diario Independiente de Valladolid, 19 de noviembre de 1931.
- «Lo más anarquizante». El Norte de Castilla: Diario Independiente de Valladolid, 25 de diciembre de 1931.
- «Sendas de las revoluciones: el triunfo del individuo». El Norte de Castilla: Diario Independiente de Valladolid, 24 de agosto de 1932.
- «Advertencia preliminar» a G. W. F. Hegel, Líneas fundamentales de la Filosofía del Derecho. Madrid: Revista de Occidente, 1935.
- «Unamuno und das Problem Spaniens». Geist der Zeit, Berlín 1938.
- «Donoso Cortés als Deuter seiner Zeit». Geis der Zeit, Berlín, 1940.
- «Das Dekadenzproblem im nationalen Denken Spaniens um die Jahrhundertwende». Geist der Zeit, Berlín 1941.
- «La figura de Don Quijote y el donquijotismo en el pensamiento de Miguel de Unamuno». Romanische Forschungen (Hamburgo), vol.. 57, 2/3, 1943.
- «J. Burckhardt y el problema de las crisis históricas», Apéndice a J. Burckhardt, Sobre las crisis en la historia. Madrid: Nueva Época, 1946.
- «Introducción» a G. Berkeley, Ensayo sobre una nueva teoría de la visión y Tratado sobre los principios del conocimiento humano. Buenos Aires: Espasa-Calpe, 1948.
- «El positivismo en la Filosofía del Derecho contemporánea» (Primera parte), Revista de Estudios Políticos, n. 51, 1950 (Descargar en formato PDF).
- «El positivismo en la Filosofía del Derecho contemporánea» (Conclusión), Revista de Estudios Políticos, n. 52, 1950 (Descargar en formato PDF).
- «Estudio preliminar» a J. Austin, Sobre la utilidad del estudio de la jurisprudencia. Madrid: Instituto de Estudios Políticos, 1951.
- «Introducción» a F. Nietzsche, Correspondencia. Madrid: Aguilar, 1951.
- «Introducción» a I. Kant, Introducción a la teoría del Derecho. Madrid: Instituto de Estudios Políticos, 1954.
- «Introducción» a J. J. Bachofen, El Derecho natural y el Derecho histórico. Madrid: Instituto de Estudios Políticos, 1955.
- «Sobre los orígenes y supuestos del formalismo en el pensamiento jurídico contemporáneo». Anuario de Filosofía del Derecho (Madrid), t. VIII, 1961.
- «Sobre el positivismo jurídico». En: Homenaje al profesor Giménez Fernández. Sevilla: Publicaciones de la Facultad de Derecho de la Universidad, vol. II, 1967.
- «La Filosofía del Derecho como concepto histórico». Anuario de Filosofía del Derecho, t. XIV, 1969.
- «La teoría del Derecho y el problema del método jurídico en Otto von Gierke». Anuario de Filosofía del Derecho, t. XVI, 1971.
- «La Filosofía del Derecho de Ludwig Knapp». En: Estudios en honor del profesor José Corts Grau. Valencia: Universidad, Secretariado de Publicaciones, 1977.
- «Ernst Bloch y el Derecho natural». Sistema: Revista de Ciencias Sociales, 27, 1978.
- «La Escuela histórica del Derecho». Anales de la Cátedra Francisco Suárez. (Granada), 18-19, 1978/79.
- «La obediencia al Derecho». En: Estudios de Filosofía del Derecho. La Laguna: Universidad, Secretariado de Publicaciones, 1980. (Reeditado en Estudios de Filosofía del Derecho y Ciencia Jurídica en memoria y homenaje al catedrático Luis Legaz y Lacambra (1906-1980) . Madrid: Centro de Estudios Constitucionales, Facultad de Derecho de la Universidad Complutense, 1983.)
- «Del Derecho natural al positivismo jurídico». Anales de la Universidad de La Laguna, t. IX, 1981-1982.
- «Karl Marx sobre el divorcio». El País, 23 de noviembre de 1979.
- «Filosofía y revolución en los primeros escritos de Marx». Sistema: revista de Ciencias Sociales, 40, 1981.
- «La crítica de Marx a la Escuela Histórica». Sistema: revista de Ciencias Sociales, 43/44, 1981.
- «El darwinismo social: espectro de una ideología». Anuario de Filosofía del Derecho, I, 1984 (También en: M. Hormigón Blánquez (coord.), Actas II Congreso de la Sociedad Española de Historia de las Ciencias, 1984) (Descargar en formato PDF).
- «Lorenz von Stein: una teoría reaccionaria de la revolución». Sistema: revista de Ciencias Sociales, 63,1984.
- «La obediencia al Derecho: una anticrítica». Sistema: revista de Ciencias Sociales, 65, 1985.
- «Sobre el neokantismo lógico-jurídico». Doxa: cuadernos de Filosofía del Derecho, 2, 1985.
- «El neokantismo jurídico-axiológico». Anuario de Filosofía del Derecho, t. III, 1986.
- «Rudolf von Ihering y el problema del método jurídico». Anuario de Filosofía del Derecho, t. IV, 1987.
- «Ludwig Feuerbach y los orígenes filosóficos del marxismo». Sistema: revista de Ciencias Sociales, 76, 1987.
- «Obediencia y desobediencia al derecho: unas últimas reflexiones». Sistema: revista de Ciencias Sociales, 88, 1989.
- «Pierre Bayle y la ideología de la Revolución». Anuario de Filosofía del Derecho, t. VI, 1989.
- «El derecho de resistencia en Kant». En: Muguerza, J., Rodríguez Aramayo, R. (eds.). Kant después de Kant. Madrid: Tecnos, 1989.
- «Die Freirechtsbewegung: eine methodologische Betrachtung». En: Garzón Valdés, E. (Hrsg.). Spanische Studien zur Rechtstheorie und Rechtsphilosophie. Berlín: Duncker & Humblot, 1990.
- «Los usos sociales: un ensayo de sociología descriptiva».Anuario de filosofía del derecho, vol. 8, 1991.

### Recensiones
- Krauss, W. Corneille als politischer Dichter (Marburger Beiträge zur Romanischen Philologie, Heft 16). Marburg Lahn: Adolf Ebel, 1936. En: Archives de Philosophie du Droit et de Sociologie Juridique (París), 3-4, 1937.
- Schwinge E., Zimmerl, L. Wessensschau und konkretes Ordnungsdenken im Strafrecht. Bonn: Ludwig Röhrscheid, 1937. En: Archives de Philosophie du Droit et de Sociologie Juridique, 3-4, 1937.
- Hellweg, M. Der Begriff des Gewissens bei Jean-Jacques Rousseau. Beiträge zur einer Kritik der politischen Demokratie (Marburger Beiträge zur Romanischen Philologie, Heft 20, ). Marburg Lahn: Adolf Ebel, 1936. En: Archives de Philosophie du Droit et de Sociologie Juridique, 3-4, 1937.
- Kleinhappl, J. Der Staat bei Ludwig Molina (Philosophie und Grenzwissenchaften). Innsbruck: Rauch, 1935. En: Archives de Philosophie du Droit et de Sociologie Juridique, 3-4, 1937.
- Cabral de Moncada, L. Subsidios para uma historia da Filosofia do Direito em Portugal (1772-1911) . Coimbra: Coimbra Editora, 1938. En: Archiv für Rechts und Sozialphilosophie (Berlín), bd. XXXIV, 1940.
- Rea Spell, J. Rousseau in the Spanish World before 1833: a study in Franco-Spanish literary relations. Austin: University of Texas Press, 1938. En: Deutsche Literaturzeitung (Berlín), 62, Jahrgang, 17/18, 27. April, 1941.
- Vossler, K. Aus der romanischen Welt. Leipzig: Koheler & Amelang, 1940-1942, 4 vol. En: Revista de Filología Española, t. XXVI, 1942.
- Stoyer, J., Berger, W. El genio hispánico. Neuzeitliches Spanisches Lesebuch. Leipzig: Otto Holtzes Nachf., 1941. En: Literaturblatt für germanische und romanische Philologie (Leipzig), 1-2, 1943.
- Westermeyer, D. Donoso Cortés, Staatsmann und Theologe:eine Untersuchung seines Einsatzes der Theologie in die Politik.  Münster: Regenbergsche Verlagsbuchhandlung, 1940. En: Literaturblatt für germanische und romanische Philologie, 1-2, 1943.
- Pastor, J. F., Geers, G. J. Una antología de la poesía moderna española desde Rubén Darío hasta Rafael Alberti con ejemplos de explicación literaria. Ámsterdam: J. M. Meulenhoff. En: Literaturblatt für germanische und romanische Philologie, 1-2, 1943..
- Savigny, Kirchmann, Zitelmann, Kantorowicz. La ciencia del Derecho. Buenos Aires: Losada, 1949. En: Revista de Estudios Políticos, vol. XXXII, 1950.
- Austin, J. The province of jurisprudence determined and the uses of the study of jurisprudence, London: Weidenfeld and Nicolson, 1954. En: Revista de Estudios Políticos, 89, 1956.
- Muguerza, J., Rodríguez Aramayo, R. (eds.). Kant después de Kant:en el bicentenario de la Crítica de la razón práctica. Madrid: Tecnos, 1989. En: Sistema: revista de Ciencias Sociales, 97, 1990.

### Entrevistas
- «Entrevista a González Vicén», realizada por R. Arbona, Liminar, vol. 1, 1979.
- «Entrevista con González Vicén» (enlace roto disponible en Internet Archive; véase el historial, la primera versión y la última)., realizada por M. Atienza y J. Ruiz Manero. Doxa: cuadernos de Filosofía del Derecho, vol. 3, 1986.

### Correspondencia
- Correspondencia entre W. Krauss y F. González Vicén, en: W. Krauss, Briefe 1922 bis 1976, ed. P. Jehle, Frankfurt/M., Vittorio Klostermann, 2002.
- Cartas de H.-G. Gadamer, M. Kommerell y K. Vossler a Felipe González Vicén, en: «Apéndice documental» publicado en F. González Vicén, Escritos (1931-1949). Con ocasión de su centenario. La Laguna: Secretariado de Publicaciones, 2009.
- Correspondencia entre C. Schmitt y F. González Vicén, en: C. Marzán y J. M. García Gómez del Valle, «Noticias sobre la correspondencia entre Carl Schmitt y Felipe González Vicén», Empresas políticas, Año IX, nº 14/15, 2010.

### Traducciones
- Hegel, G.W.F. Líneas fundamentales de la Filosofía del Derecho. Madrid: Revista de Occidente, 1935.
- Vossler, K. «La ilustración medieval en España y su trascendencia Europea». Investigación y Progreso, t. XV, 1944.
- Vossler, K. Introducción a la literatura del Siglo de Oro: seis lecciones. Buenos Aires: Espasa-Calpe, 1945.
- Guardini, R. La esencia del cristianismo. Madrid: Nueva Época, 1945.
- Freyer, H. Introducción a la sociología. Madrid: Nueva Época, 1945.
- Rassow, P. El mundo político de Carlos V. Madrid: Afrodisio Aguado, 1945.
- Vossler, K. Estampas del mundo románico. Buenos Aires: Espasa-Calpe, 1946.
- Vossler, K. Jean Racine. Buenos Aires: Espasa-Calpe, 1946.
- Konetzke, R. El imperio español: orígenes y fundamentos. Madrid: Nueva Época, 1946.
- Burckhardt, J. Sobre la crisis en la historia. Madrid: Nueva Época, 1946.
- Vossler, K. La Fontaine y sus fábulas.  Buenos Aires: Espasa-Calpe, 1947.
- Guicciardini, F. De la vida política y civil. Buenos Aires: Espasa-Calpe, 1947.
- Naef, W. La idea del Estado en la Edad Moderna. Madrid: Nueva Época, 1947.
- Hawthorne, N. Cuentos de la Nueva Holanda. Buenos Aires: Espasa-Calpe, 1948.
- Berkeley, G. Ensayo sobre una nueva teoría de la visión y Tratado sobre los principios del conocimiento humano. Buenos Aires: Espasa-Calpe, 1948.
- Vico, G. B. Autobiografía. Buenos Aires: Espasa-Calpe, 1948.
- Kleist, H. V. Michael Kolhass, Buenos Aires: Espasa-Calpe, 1948.
- Austin, J. Sobre la utilidad del estudio de la Jurisprudencia. Madrid: Instituto de Estudios Políticos, 1951.
- Nietzsche, F. Correspondencia. Madrid: Aguilar, 1951.
- Kant, I. Introducción a la teoría del Derecho. Madrid: Instituto de Estudios Políticos, 1954.
- Nietzsche, F. La cultura de los griegos. Madrid: Aguilar, 1954.
- Bachofen, J. J. El Derecho natural y el Derecho histórico. Madrid: Instituto de Estudios Políticos, 1955.
- Welzel, H. Derecho natural y justicia material: preliminares para una Filosofía del Derecho. Madrid: Aguilar, 1957.
- Meinecke, F. La idea de razón de estado en la Edad Moderna. Madrid: Instituto de Estudios Políticos, 1959
- Hauser, A. Introducción a la historia del arte. Madrid: Guadarrama, 1961.
- Aster, E. v. Introducción a la filosofía contemporánea. Madrid: Guadarrama, 1961.

- Guardini, R. Mundo y persona: ensayos para una teoría cristiana del hombre. Madrid: Guadarrama, 1963.
- Hauser, A. El Manierismo: la crisis del Renacimiento y los orígenes del arte moderno. Madrid: Guadarrama, 1968
- Nietzsche, F. Estudios sobre Grecia, traducción conjunta con Eduardo Ovejero y Maury. Madrid: Aguilar. 1968.
- Cublier, A. Indira Gandhi. Madrid: Guadarrama, 1970.
- Bloch, E. El principio esperanza. Madrid: Aguilar. 3 vol., 1977/80.
- Bloch, E., Derecho natural y dignidad humana. Madrid: Aguilar, 1979.
- Knauss, B. La polis: individuo y estado en la Grecia antigua. Madrid: Aguilar, 1979.
- Lieber, H.-J. Saber y sociedad: los problemas de la sociología del saber. Madrid: Aguilar, 1981.